# アズマティック・キティ
アズマティック・キティ（Asthmatic Kitty）は、アメリカ合衆国のインディー・レコードレーベル。ミュージシャンのスフィアン・スティーヴンスが主宰しており、主にインディー・ロックを多く取り扱っている。ワイオミング州ランダー、インディアナ州インディアナポリス、ニューヨーク州ブルックリンの3か所にオフィスを構えている。

## 概要

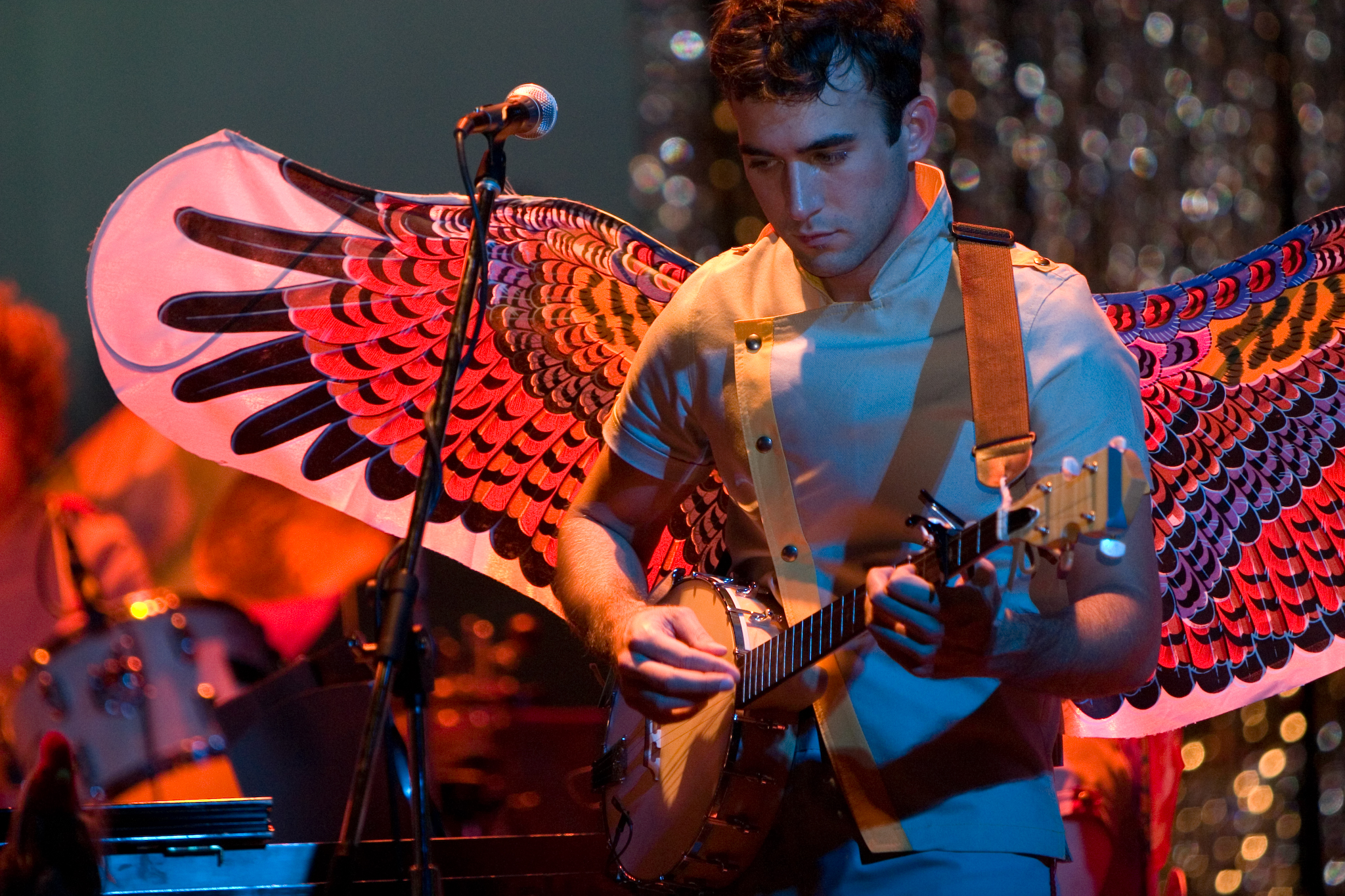
フレンチキス・レコーズの主宰者スフィアン・スティーヴンス

1999年、スフィアン・スティーヴンス (Sufjan Stevens)と彼の義父であるローウェル・ブラムズ (Lowell Brams)を中心としたミシガン州ホランド出身のミュージシャンたちによって設立される。ローウェルの飼っている猫が喘息だったことから「Asthmatic Kitty (喘息猫)」というレーベル名が付けられた。
現在はローウェルがいるワイオミング州ランダーを中心に、インディアナ州インディアナポリスとニューヨーク州ブルックリンの3か所にオフィスを構え運営している。2011年、『ビルボード』誌が発表したアメリカのインディー・レーベル・ベスト50に選ばれた。

## 主なアーティスト
かつて契約していたアーティストを含む
- 900X
- Angelo De Augustine
- Bunky
- Castanets
- Chris Schlarb
- Cryptacize
- The Curtains
- Denison Witmer
- DM Stith
- Dots Will Echo
- Epstein
- Fol Chen
- Half-handed Cloud
- Helado Negro
- Hermas Zopoula
- I Heart Lung
- Jookabox
- Julianna Barwick
- Land of a Thousand Rappers
- Lily & Madeleine
- リンダ・パーハクス (Linda Perhacs)
- Liz Janes
- Mozart's Sister
- My Brightest Diamond
- Ombre
- Osso
- ペペ・デラックス (Pepe Deluxé)
- Rafter
- Raymond Byron and the White Freighter
- Roberts and Lord
- Royal City
- Shannon Stephens
- Shapes and Sizes
- Sisyphus
- スフィアン・スティーヴンス (Sufjan Stevens)
- トルーマンズ・ウォーター (Trumans Water)
- The Welcome Wagon